# Römisches Theater von Amman

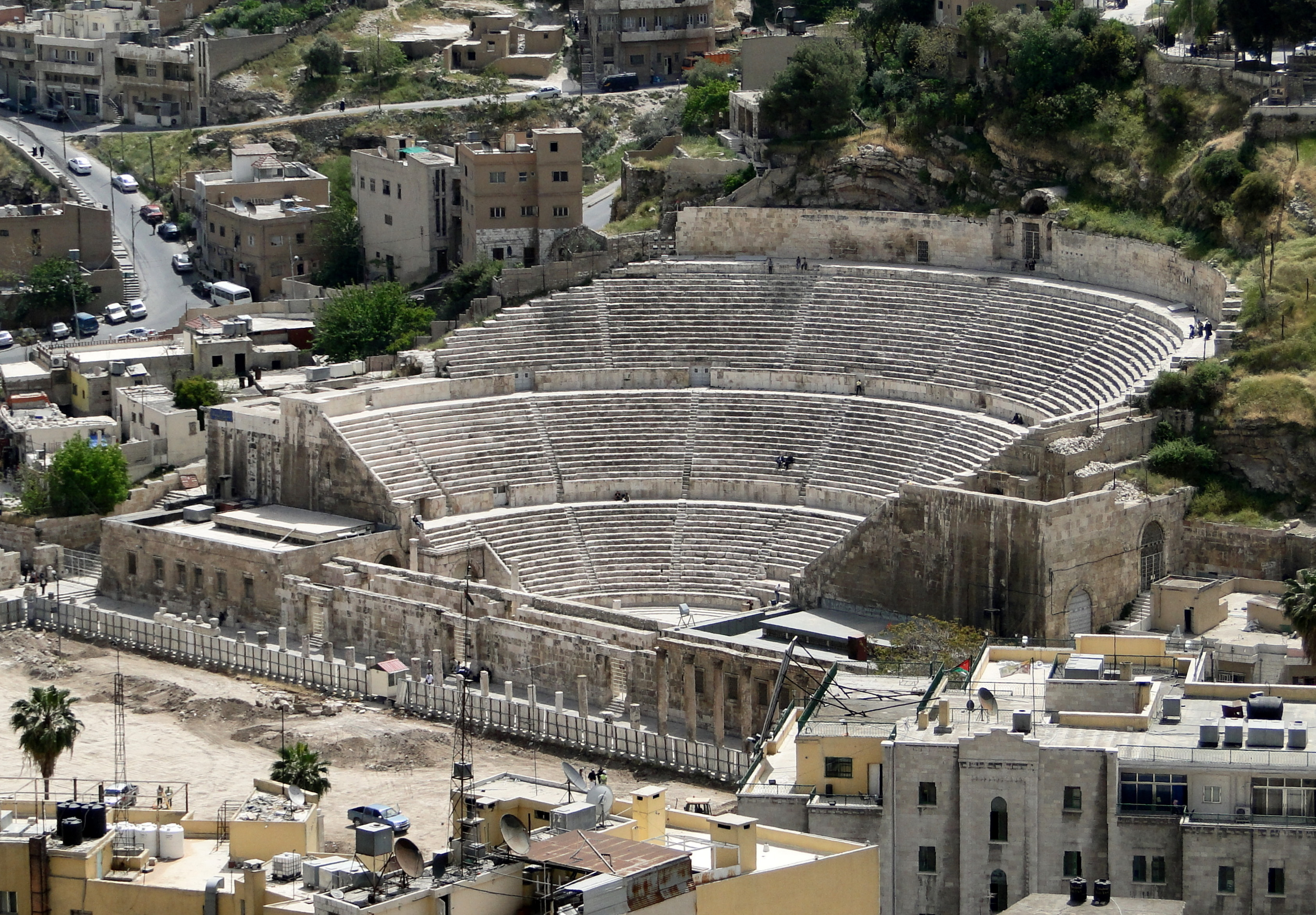
Das römische Theater von Amman

Das Römische Theater von Amman befindet sich im Zentrum von Amman, der Hauptstadt Jordaniens. Es wurde entweder während der Regierungszeit von Antoninus Pius (138–161 n. Chr.) neu errichtet oder ein bereits vorhandenes Theater wurde zu dieser Zeit um- und ausgebaut.
In dem Theater fanden (nach unterschiedlichen Berechnungen) zwischen 6000 und 11.400 Personen Platz. Der Durchmesser des halbkreisförmigen Zuschauerraums (cavea) beträgt 102 m. Die Sitzstufen des Zuschauerraums sind durch zwei Umgänge in drei Abschnitte unterteilt. Der obere Abschnitt (summa cavea) besteht aus 17 Sitzreihen; der mittlere (media cavea) und der untere Abschnitt (ima cavea) bestehen aus jeweils 14 Sitzreihen.
In den 1950er und 1960er Jahren wurde das Theater restauriert und ist heute wieder in Gebrauch. Regelmäßige Veranstaltungen im Theater sind:

Theater mit Vorplatz

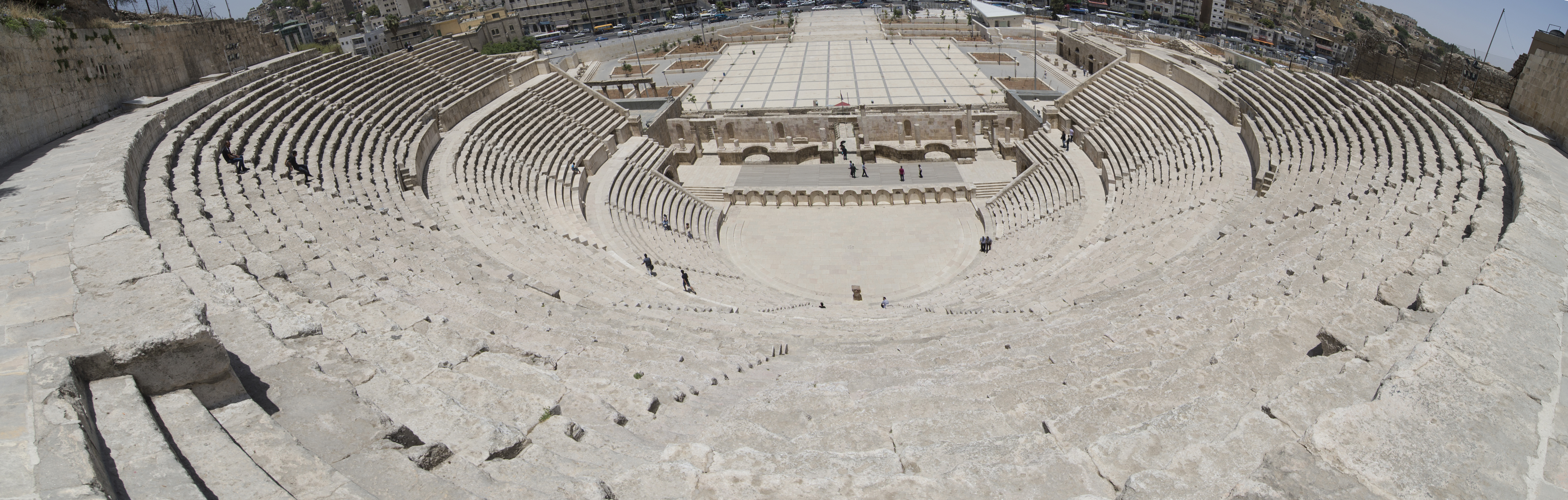
Panorama

- Amman Opera Festival (seit 2017)[4]
- Al-Balad Musik Festival[5]
- Siegerehrung des Amman Marathon[6]

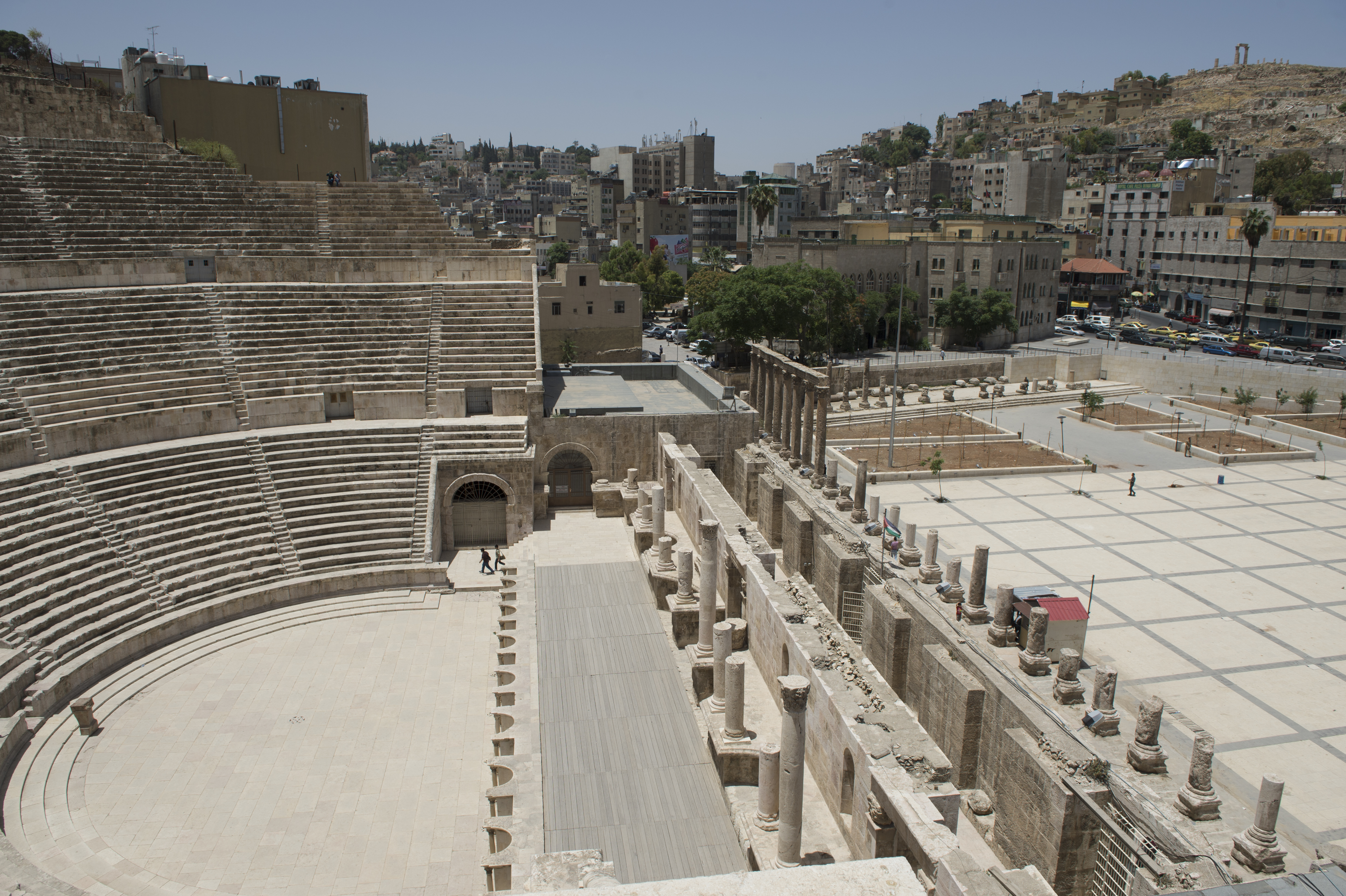
Eingang und Vorplatz
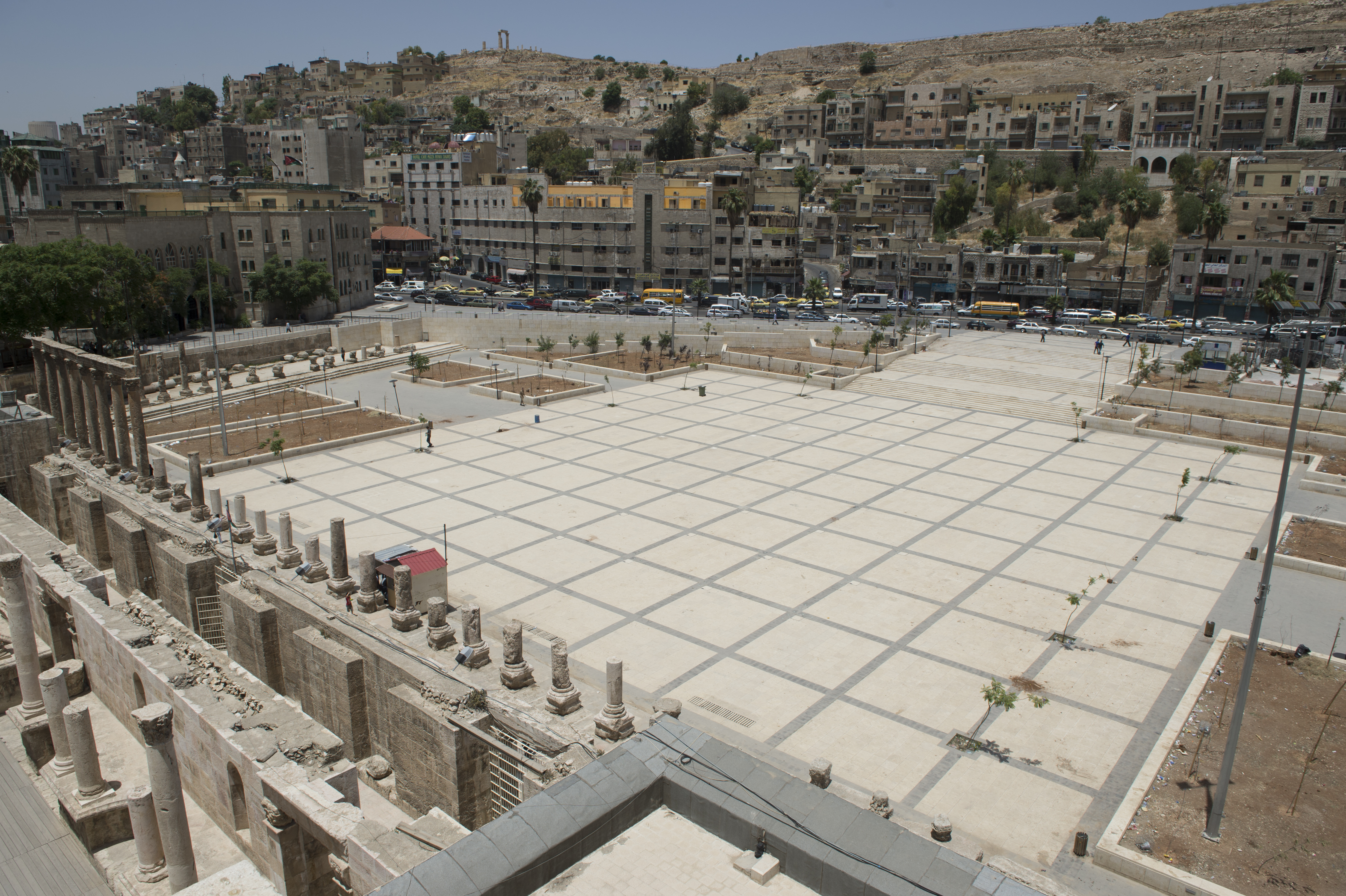
Vorplatz
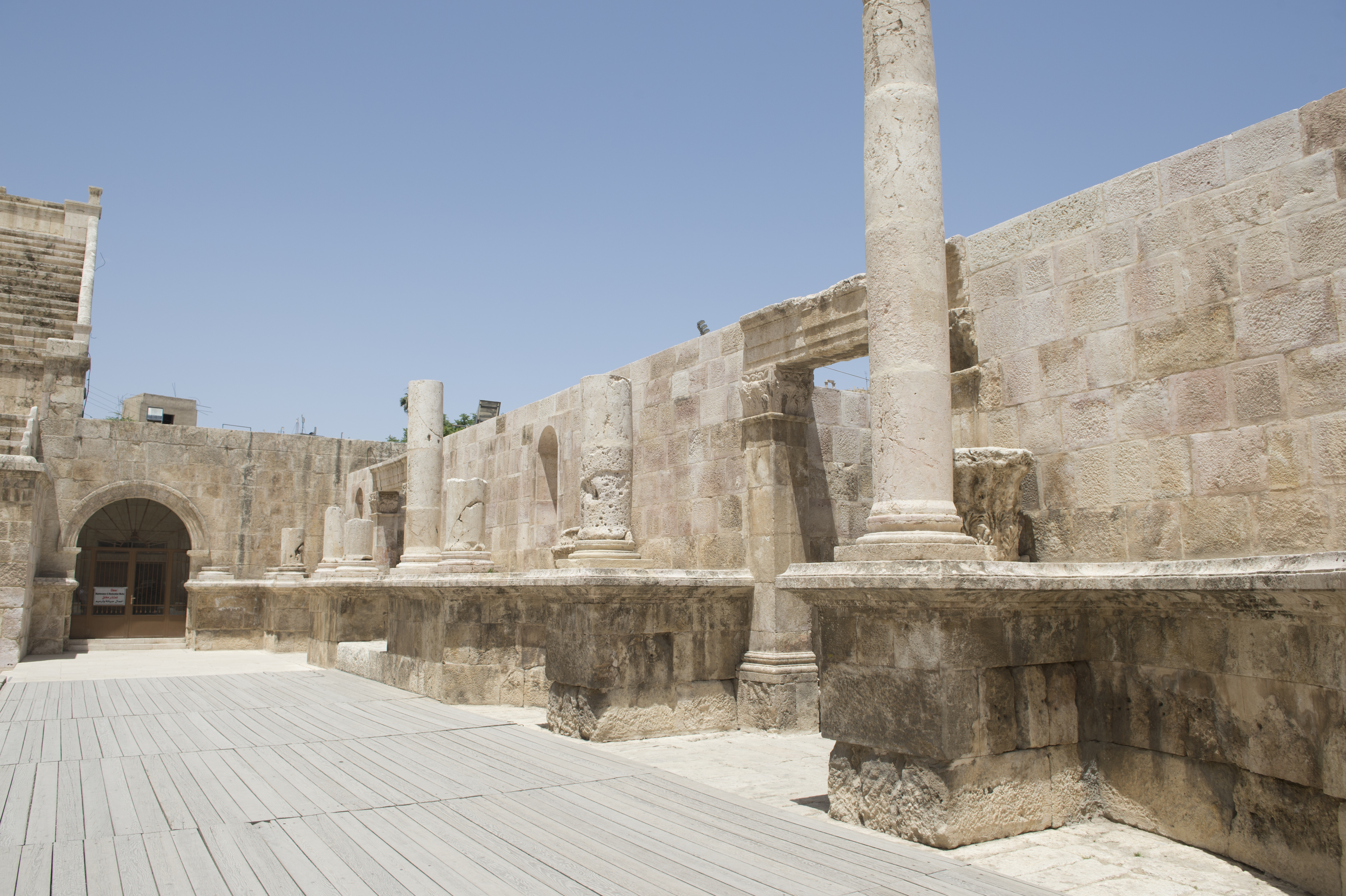
Antiken Säulen
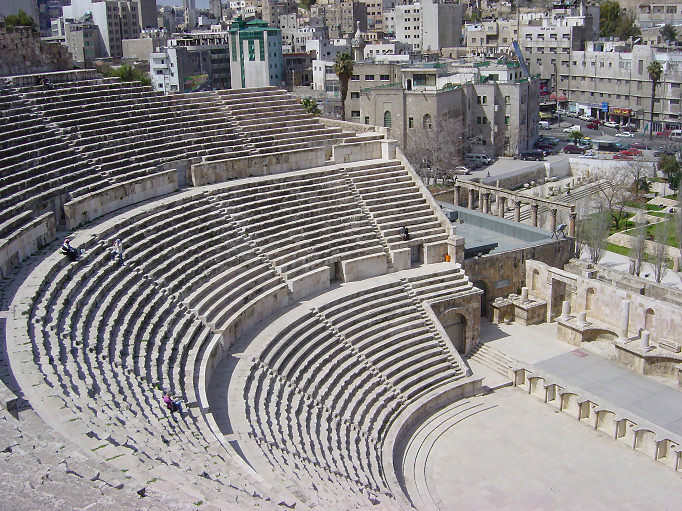
Panorama Rechts